# NGC 1441
NGC 1441 is een balkspiraalstelsel in het sterrenbeeld Eridanus. Het hemelobject werd op 30 september 1786 ontdekt door de Duits-Britse astronoom William Herschel.

## Synoniemen
- PGC 13782
- MCG -1-10-29